# Daniel Le Grelle
Le comte Daniel Le Grelle (ou Daniël Le Grelle), né à Wilrijk le 20 juillet 1922 et mort à Berendrecht le 8 décembre 2018, est un banquier, homme politique belge, président du Conseil de Noblesse de Belgique appartenant à la famille noble anversoise Le Grelle ayant joué un rôle important dans la vie sociale de cette ville,,.

## Biographie
Daniel Le Grelle est le fils d'Alfred-Victor Le Grelle (1872-1948), président de la S.A. De Vlijt, Gazet van Antwerpen, et de Zoé de la Croix d'Ogimont (1879-1968). Il est le petit-fils de Stanislas Le Grelle (1827-1908) et d'Adélaïde de Villegas de Saint-Pierre-Jette (1839-1881).
En 1948, il épouse Marie-Thérèse van Delft (1926-2002), avec laquelle il a trois enfants. Il a divorcé en 1969. Il se remarie en 1973 avec la pédiatre Gaby Boone (1923-2016).
Il obtient son doctorat en droit et devient volontaire de guerre pendant la Seconde Guerre mondiale. Il devient président professionnel du comité exécutif de l'A.I.B. Vinçotte et est également directeur de banque.
Le Grelle est devenu conseiller municipal à Anvers, d'abord comme indépendant, puis comme représentant du PSC. Il fut élu en 1958 et est resté en fonction jusqu'en 1988. Il est devenu le fondateur de l'association pour la préservation des monuments Cornelis Floris, qui s'occupait principalement des monuments d'Anvers. En tant que conseiller municipal, il a fait campagne avec succès pour la préservation des communes des Polders qui étaient menacées de disparition à cause de l'expansion du port d'Anvers (Berendrecht, Zandvliet, Lillo, Stabroek).
Il a été président de l'Association belgo-néerlandaise (BENEV) à Anvers. Il a participé à la série télévisée De Blauwe Gids (Le Guide Bleu), consacrée à la noblesse belge, dans laquelle il était présenté comme un ardent amoureux de la nature. Il s'inquiète particulièrement des colonies annuelles de hérons à Berendrecht.
Daniel Le Grelle a été pendant environ huit ans membre du Conseil de Noblesse dont il était président, en alternance tous les deux ans avec un collègue francophone. Il milite activement pour l'inclusion de personnalités flamandes de premier plan dans la noblesse.
En 1959, il a été cofondateur du Heemkundige Kring van de Antwerpse Polder et du Musée des polders. Pendant des décennies, il en a été le président, puis le président d'honneur.
Pendant des années, il a été membre du conseil d'administration du Comité olympique belge, lui a donné une nouvelle forme organisationnelle et l'a désormais appelé Comité olympique et interfédéral belge (COIB). Il a été président des comités olympiques provinciaux de l'OCI et du Comité olympique provincial d'Anvers.
Les funérailles de Daniel Le Grelle ont eu lieu le vendredi 14 décembre 2018 à la Sint-Gertrudiskerk de Zandvliet.